# 叶小纲
叶小纲（1955年9月23日—），本名叶小钢，艺名叶小纲，男，祖籍广东，生于上海，中国现代音乐作曲家，现任香港中文大学（深圳）音乐学院院长。

## 生平
父亲叶纯之也是作曲家。他家境本来不错，4岁开始学钢琴，但父亲因卷入潘汉年事件而遭下放，家中乐器也尽数卖掉。恢复高考前，他曾当过钳工。早年的辛苦经历后来在1993年被他写入《最后的乐园》中。1978年考入中央音乐学院学习作曲，与谭盾、郭文景、陈怡、陈其钢、刘索拉等人是同学，师从作曲家杜鸣心。1980年在英国剑桥大学在亚历山大·戈尔作曲班进行短期学习。1981年，他在中央音乐学院的小礼堂举办了他的第一场个人作品音乐会。1984年，他参加了新西兰的亚太地区艺术节及作曲家大会。他的成名作《地平线》在1985年完成。1987年，他在中央音乐学院当了四年教师之后，靠奖学金赴伊士曼音乐学院学习，7年之后继续回中央音乐学院任教。
他曾担任中国文联副主席、中国音乐家协会主席、国际音理会副主席。2020年4月24日，他当选美国文理科学院外籍院士，是中央音乐学院继陈怡之后第二位当选该院院士的华人作曲家。
2021年2月2日，中国音乐家协会第九次全国代表大会完成各项议程，大会选举叶小钢为中国音乐家协会第九届主席。
2021年4月29日，香港中文大学（深圳）举行音乐学院院长任命仪式，宣布叶小钢出任音乐学院首任院长。

## 音乐风格
叶小纲的音乐风格在同时期的中国作曲家中较为传统。他早年的创作带有先锋派的色彩，但从90年代开始风格逐渐接近浪漫主义。叶小纲作有大量的舞台音乐和影视配乐，这些作品都反映了他高超的旋律天赋。而他的“纯音乐”作品则风格相对激进一些。

## 主要作品

### 交响曲
- 第二交响曲“地平线”——为女高音，男低音与交响乐队而作，作品第20号
- 长城交响曲——受广东省深圳市委宣传部委约创作，为交响乐队而作

### 协奏曲
- 第一小提琴协奏曲
- 最后的乐园

### 室内乐和管弦乐
- 八匹马
- 马九匹
- 大剧院序曲

### 影视配乐
- 惊涛骇浪
- 半生緣：1998年香港电影金像奖最佳原创配乐 (提名)
- 玉观音
- 大国崛起